# Asfaltová sopka

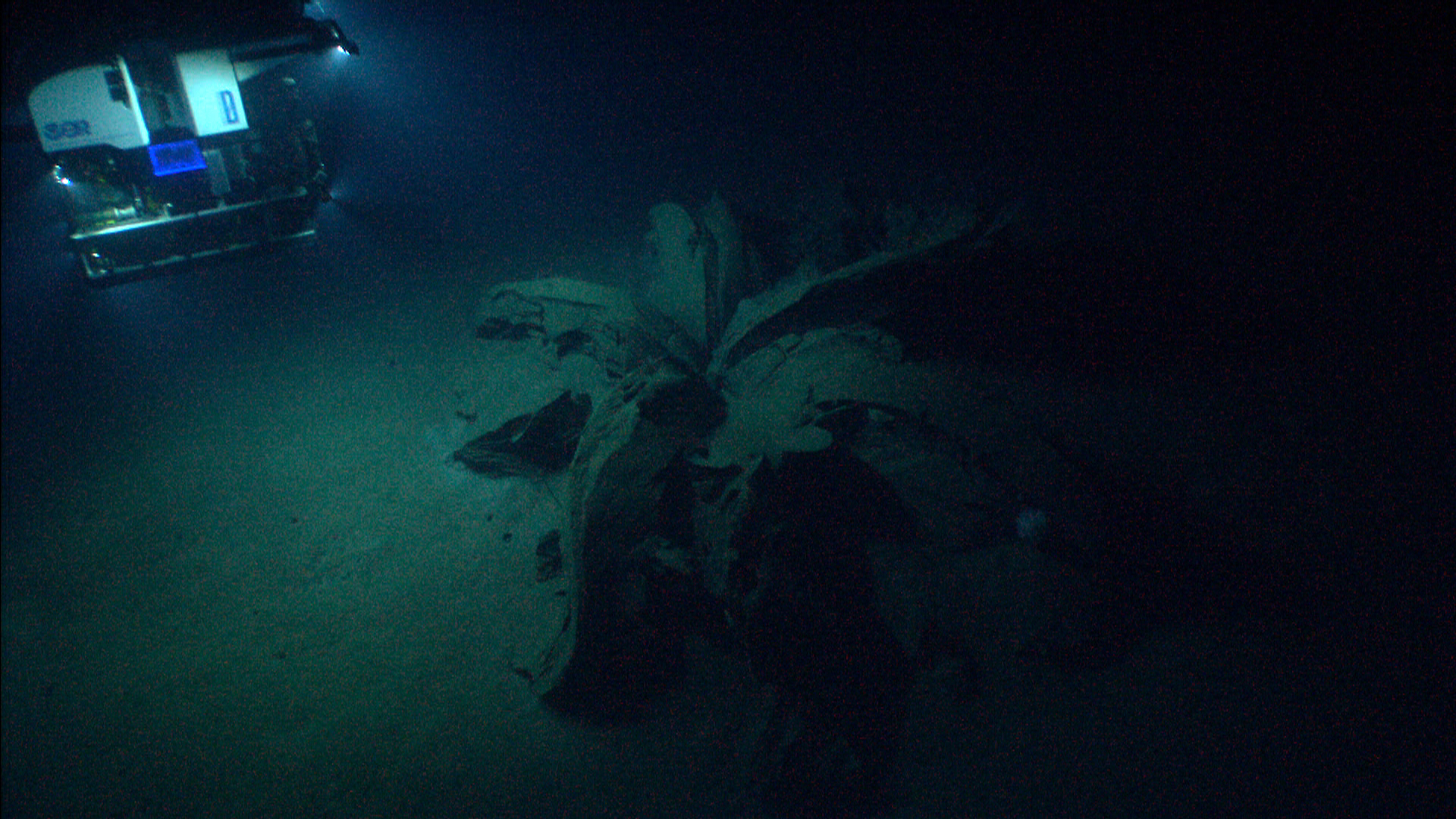
Asfaltová sopka Tar Lily na dně Mexického zálivu

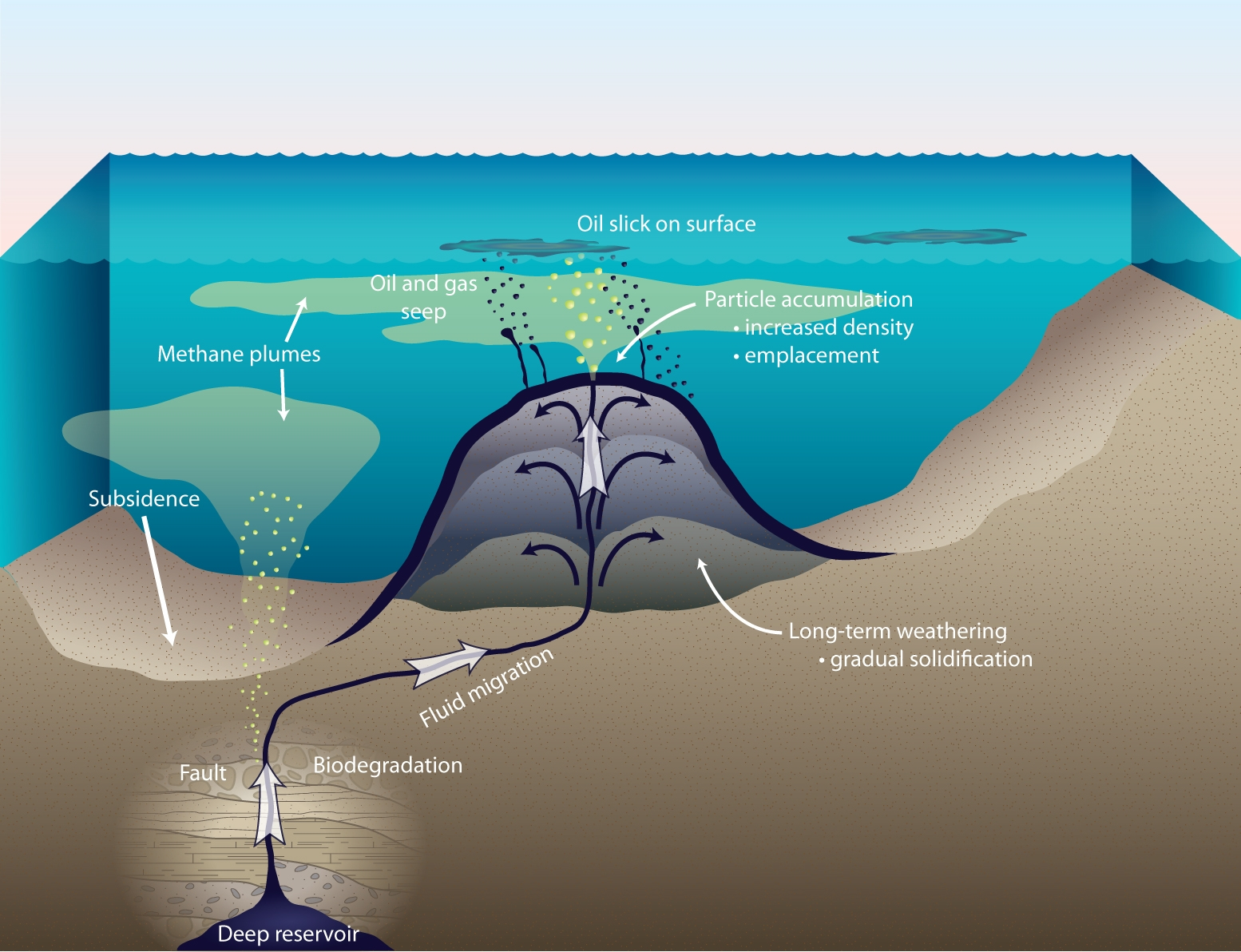
Schematický náčrtek aktivní asfaltové sopky

Asfaltová sopka je označení pro zvláštní a zřídka se vyskytující druh podmořské sopky, která vzniká postupným hromaděním přírodního asfaltu namísto roztavených silikátových hornin. Poprvé byla na Zemi asfaltová sopka objevena v roce 2003 a to na dně Mexického zálivu během expedice výzkumného plavidla SONNE pod vedením Gerharda Bohrmanna. V této oblasti bylo později objeveno ještě několik dalších exemplářů. Od té doby byly asfaltové sopky objeveny i na dalších lokalitách, například u pobřeží Kalifornie. Některé z objevených sopek jsou doposud aktivní. Sopky mají zpravidla tvar podmořských hor, jejichž stavba je zcela tvořena asfaltem.
Asfaltové sopky jsou vázané na oblasti, kde se k povrchu dostává přírodní ropa, respektive dehet. Vystupující dehet má většinou poměrně vysokou teplotu, nicméně jak se dostane do vodního prostředí, rychle se ochlazuje a tím tuhne. Z utuhnutého materiálu se pak následně formuje kužel podmořské hory v podobě asfaltové sopky. První objevená asfaltová sopka se nacházela na mořském dně v oblasti vysoké koncentrace solných dómů.